# Biagio Dell'Uomo
Biagio Antonio Dell'Uomo (Crotone, 28 settembre 1946) è un politico italiano.

## Biografia
Nato a Crotone nel 1946 e residente a Ferrara, è laureato in Medicina e Chirurgia.
Alle elezioni politiche del 1994 è stato eletto senatore della XII Legislatura nelle file della Lega Nord, per poi approdare l'anno successivo in qualità di vicepresidente nella Lega Italiana Federalista il 25 gennaio 1995.